# شيخ علي (سميرم)
شيخ علي هي قرية في مقاطعة سميرم، إيران. يقدر عدد سكانها بـ 131 نسمة بحسب إحصاء 2016.